# Streptophyta
Streptophyta (/strɛpˈtɒfɪtə, ˈstrɛptoʊfaɪtə/), informal streptofitele (/ˈstrɛptəfaɪts/) , din grecescul strepto „răsucit”, pentru morfologia spermei unor membri), este o cladă de plante. Compoziția cladei variază considerabil între autori, dar definiția folosită aici include plantele terestre și toate algele verzi, cu excepția Chlorophytum și Prasinodermophyta.